# Prinsessan Noriko
Prinsessan Noriko, född 1177, död 1210, var en japansk prinsessa, kejsarinna 1198-1206. Hon var kejsarinna som hedersmoder åt sin brorson kejsar Tsuchimikado.